# Квинт Нинний Хаста (консул-суффект 88 года)
Квинт Ни́нний Ха́ста (лат. Quintus Ninnius Hasta; умер после 88 года) — древнеримский политический деятель из неименитого плебейского рода Нинниев, консул-суффект 88 года.

## Биография
Квинт принадлежал к неименитому плебейскому роду; об его отце ничего не известно. Впрочем, и о самой гражданско-политической деятельности Нинния известно лишь то, что в 88 году он занимал должность консула-суффекта совместно с Рупилием Либоном Фруги. 
В браке с неизвестной женщиной имел, по крайней мере, сына, унаследовавшего отцовский преномен и ставшего впоследствии ординарным консулом.